# Vincent Kriechmayr
Vincent Kriechmayr (ur. 1 października 1991 w Gramastetten) – austriacki narciarz alpejski, pięciokrotny medalista mistrzostw świata, a także wicemistrz świata juniorów.

## Kariera
Po raz pierwszy na arenie międzynarodowej Vincent Kriechmayr pojawił się 2 grudnia 2006 roku w Kaunertal, gdzie w zawodach FIS Race w slalomie gigancie zajął 52. miejsce. W 2010 roku wystartował na mistrzostwach świata juniorów w Mont Blanc, gdzie jego najlepszym wynikiem było czwarte miejsce w gigancie. Walkę o brązowy medal przegrał tam z Norwegiem Espenem Lysdahlem o 0,04 sekundy. Podczas rozgrywanych rok później mistrzostw świata juniorów w Crans-Montana wywalczył srebrny medal w tej samej konkurencji. W zawodach tych rozdzielił na podium dwóch Francuzów Alexisa Pinturaulta oraz Mathieu Faivre'a.
W zawodach Pucharu Świata zadebiutował 19 grudnia 2010 roku w Alta Badia, gdzie nie zakwalifikował się do drugiego przejazdu w gigancie. Pierwsze pucharowe punkty wywalczył blisko trzy lata później, 7 grudnia 2013 roku w Beaver Creek, zajmując szesnaste miejsce w supergigancie. Pierwszy raz na podium zawodów tego cyklu stanął 8 marca 2015 roku w Kvitfjell, zajmując drugie miejsce w tej samej konkurencji. Rozdzielił wtedy na podium Norwega Kjetila Jansruda i Dustina Cooka z Kanady. W sezonach 2018/2019, 2019/2020, 2021/2022 i 2022/2023 zajmował piąte miejsce w klasyfikacji generalnej. Ponadto w sezonie 2020/2021 zdobył Małą Kryształową Kulę w klasyfikacji supergiganta, w sezonach 2017/2018, 2018/2019, 2019/2020 i 2023/2024 był drugi, a w sezonach 2021/2022 i 2022/2023 zajmował trzecie miejsce. W sezonie 2022/2023 był drugi w klasyfikacji zjazdu, a w sezonie 2018/2019 był trzeci.
Pierwszy medal wśród seniorów zdobył w 2019 roku, zajmując na mistrzostwach świata w Åre drugie miejsce w supergigancie. Uległ tam tylko Włochowi Dominikowi Parisowi, ex aequo drugie miejsce zajmując z Francuzem Johanem Clareyem. Trzy dni później zajął trzecie miejsce w zjeździe, plasując się za Norwegami: Kjetilem Jansrudem i Akselem Lundem Svindalem. Na rozgrywanych dwa lata później mistrzostwach świata w Cortina d’Ampezzo zwyciężył zarówno w zjeździe jak i supergigancie. Następnie wywalczył srebrny medal w zjeździe na mistrzostwach świata w Saalbach w 2025 roku. Na podium rozdzielił Szwajcarów: Franjo von Allmena i Alexisa Monneya.
W 2018 roku wystartował na igrzyskach olimpijskich w Pjongczangu, zajmując między innymi siódme miejsce w zjeździe i szóste w supergigancie. Brał też udział w igrzyskach w Pekinie w 2022 roku, gdzie zajął tym razem piąte miejsce w supergigancie i ósme w zjeździe.

## Osiągnięcia

### Igrzyska olimpijskie
| Miejsce | Dzień     | Rok  | Miejscowość | Konkurencja     | Czas biegu | Strata | Zwycięzca          |
| ------- | --------- | ---- | ----------- | --------------- | ---------- | ------ | ------------------ |
| DNF2    | 13 lutego | 2018 | Pjongczang  | Superkombinacja | 2:06,52    | –      | Marcel Hirscher    |
| 7.      | 15 lutego | 2018 | Pjongczang  | Zjazd           | 1:40,25    | +0,94  | Aksel Lund Svindal |
| 6.      | 16 lutego | 2018 | Pjongczang  | Supergigant     | 1:24,44    | +0,69  | Matthias Mayer     |
| 8.      | 7 lutego  | 2022 | Pekin       | Zjazd           | 1:42,69    | +0,76  | Beat Feuz          |
| 5.      | 8 lutego  | 2022 | Pekin       | Supergigant     | 1:19,94    | +0,76  | Matthias Mayer     |

### Mistrzostwa świata
| Miejsce | Dzień     | Rok  | Miejscowość        | Konkurencja          | Czas zawodów | Strata | Zwycięzca         |
| ------- | --------- | ---- | ------------------ | -------------------- | ------------ | ------ | ----------------- |
| 5.      | 9 lutego  | 2017 | Sankt Moritz       | Supergigant          | 1:25,38      | +0,88  | Erik Guay         |
| 19.     | 12 lutego | 2017 | Sankt Moritz       | Zjazd                | 1:38,91      | +1,15  | Beat Feuz         |
| 8.      | 13 lutego | 2017 | Sankt Moritz       | Superkombinacja      | 2:26,33      | +0,75  | Luca Aerni        |
| 2.      | 6 lutego  | 2019 | Åre                | Supergigant          | 1:24,20      | +0,09  | Dominik Paris     |
| 3.      | 9 lutego  | 2019 | Åre                | Zjazd                | 1:19,98      | +0,33  | Kjetil Jansrud    |
| 1.      | 11 lutego | 2021 | Cortina d’Ampezzo  | Supergigant          | 1:19,41      | -      | -                 |
| 1.      | 14 lutego | 2021 | Cortina d’Ampezzo  | Zjazd                | 1:37,79      | -      | -                 |
| DNF2    | 15 lutego | 2021 | Cortina d’Ampezzo  | Superkombinacja      | 2:05,86      | -      | Marco Schwarz     |
| DNS2    | 7 lutego  | 2023 | Courchevel/Méribel | Kombinacja           | 1:53,31      | -      | Alexis Pinturault |
| 12.     | 9 lutego  | 2023 | Courchevel/Méribel | Supergigant          | 1:07,22      | +0,87  | James Crawford    |
| 11.     | 12 lutego | 2023 | Courchevel/Méribel | Zjazd                | 1:47,05      | +1,16  | Marco Odermatt    |
| 4.      | 7 lutego  | 2025 | Saalbach           | Supergigant          | 1:24,57      | +1,20  | Marco Odermatt    |
| 2.      | 9 lutego  | 2025 | Saalbach           | Zjazd                | 1:40,68      | +0,24  | Franjo von Allmen |
| DNF2    | 12 lutego | 2025 | Saalbach           | Kombinacja drużynowa | 2:42,38      | -      | Szwajcaria 1      |

### Mistrzostwa świata juniorów
| Miejsce | Dzień       | Rok  | Miejscowość       | Konkurencja | Czas biegu | Strata | Zwycięzca         |
| ------- | ----------- | ---- | ----------------- | ----------- | ---------- | ------ | ----------------- |
| 4.      | 31 stycznia | 2010 | Region Mont Blanc | Gigant      | 2:17,55    | +1,00  | Mathieu Faivre    |
| 16.     | 1 lutego    | 2010 | Region Mont Blanc | Supergigant | 1:29,71    | +1,77  | Maxence Muzaton   |
| 14.     | 4 lutego    | 2010 | Region Mont Blanc | Zjazd       | 1:19,32    | +0,83  | Mattia Casse      |
| 2.      | 30 stycznia | 2011 | Crans-Montana     | Gigant      | 2:19,62    | +0,63  | Alexis Pinturault |
| 33.     | 31 stycznia | 2011 | Crans-Montana     | Slalom      | 1:28,54    | +8,81  | Reto Schmidiger   |
| 8.      | 3 lutego    | 2011 | Crans-Montana     | Zjazd       | 1:37,34    | +1,40  | Boštjan Kline     |
| 7.      | 3 lutego    | 2011 | Crans-Montana     | Kombinacja  | ?          | ?      | Reto Schmidiger   |
| 5.      | 4 lutego    | 2011 | Crans-Montana     | Supergigant | 1:22,44    | +1,23  | Boštjan Kline     |

### Puchar Świata

#### Miejsca w klasyfikacji generalnej
- sezon 2013/2014: 59.
- sezon 2014/2015: 24.
- sezon 2015/2016: 14.
- sezon 2016/2017: 28.
- sezon 2017/2018: 7.
- sezon 2018/2019: 5.
- sezon 2019/2020: 5.
- sezon 2020/2021: 8.
- sezon 2021/2022: 5.
- sezon 2022/2023: 5.
- sezon 2023/2024: 6.
- sezon 2024/2025: 12.

#### Miejsca na podium w zawodach
1. Kvitfjell – 8 marca 2015 (supergigant) – 2. miejsce
2. Jeongseon – 7 lutego 2016 (supergigant) – 3. miejsce
3. Kvitfjell – 13 marca 2016 (supergigant) – 2. miejsce
4. Beaver Creek – 1 grudnia 2017 (supergigant) – 1. miejsce
5. Ga-Pa – 27 stycznia 2018 (zjazd) – 2. miejsce
6. Åre – 14 marca 2018 (zjazd) – 1. miejsce
7. Åre – 15 marca 2018 (supergigant) – 1. miejsce
8. Lake Louise – 25 listopada 2018 (supergigant) – 2. miejsce
9. Wengen – 19 stycznia 2019 (zjazd) – 1. miejsce
10. Soldeu – 14 marca 2019 (supergigant) – 3. miejsce
11. Lake Louise – 1 grudnia 2019 (supergigant) – 3. miejsce
12. Beaver Creek – 7 grudnia 2019 (zjazd) – 2. miejsce
13. Val Gardena – 20 grudnia 2019 (supergigant) – 1. miejsce
14. Kitzbühel – 25 stycznia 2020 (zjazd) – 2. miejsce
15. Hinterstoder – 29 lutego 2020 (supergigant) – 1. miejsce
16. Bormio – 29 grudnia 2020 (supergigant) – 2. miejsce
17. Bormio – 30 grudnia 2020 (zjazd) – 2. miejsce
18. Kitzbühel – 25 stycznia 2021 (supergigant) – 1. miejsce
19. Ga-Pa – 6 lutego 2021 (supergigant) – 1. miejsce
20. Saalbach-Hinterglemm – 6 marca 2021 (zjazd) – 1. miejsce
21. Saalbach-Hinterglemm – 7 marca 2021 (supergigant) – 3. miejsce
22. Lake Louise – 27 listopada 2021 (zjazd) – 2. miejsce
23. Val Gardena – 17 grudnia 2021 (supergigant) – 3. miejsce
24. Bormio – 29 grudnia 2021 (supergigant) – 3. miejsce
25. Wengen – 15 stycznia 2022 (zjazd) – 1. miejsce
26. Courchevel – 16 marca 2022 (zjazd) – 1. miejsce
27. Courchevel – 17 marca 2022 (supergigant) – 1. miejsce
28. Val Gardena – 15 grudnia 2022 (zjazd) – 1. miejsce
29. Bormio – 28 grudnia 2022 (zjazd) – 1. miejsce
30. Bormio – 29 grudnia 2022 (supergigant) – 2. miejsce
31. Kitzbühel – 20 stycznia 2023 (zjazd) – 1. miejsce
32. Soldeu – 15 marca 2023 (zjazd) – 1. miejsce
33. Val Gardena – 15 grudnia 2023 (supergigant) – 1. miejsce
34. Kvitfjell – 17 lutego 2024 (zjazd) – 2. miejsce
35. Kvitfjell – 18 lutego 2024 (supergigant) – 1. miejsce
36. Bormio – 29 grudnia 2024 (supergigant) – 2. miejsce
37. Wengen – 17 stycznia 2025 (supergigant) – 2. miejsce